# جيم فيرغسون (دبلوماسي)
جيم فيرغسون (بالإنجليزية: Jim Ferguson)‏ هو دبلوماسي أسترالي، ولد في ديسمبر 2000.